# 赞善街道
赞善街道，是中华人民共和国河北省邢台市沙河市下辖的一个乡镇级行政单位。

## 行政区划
赞善街道下辖以下地区：
赞善村、尚贤村、下郑村、上郑村、官庄村、大掌村、霞渠村、明德村、许庄村、福益村、新石岭村、岳坪村和东候峪村。